# Giulio De Santis
Pour les articles homonymes, voir De Santis.
Giulio De Santis (né le 22 juillet 1967 à Rome) est un arbitre international italien de rugby à XV. 

## Biographie
Giulio De Santis a arbitré son premier match international le 1er juin 2002, il s'agissait d'un match opposant l'équipe du Maroc à l'équipe de Cöte d'Ivoire.
Il participe en tant qu'arbitre vidéo à la Coupe du monde, étant notamment à ce poste lors de la finale opposant la Nouvelle-Zélande à la France.

## Palmarès d'arbitre
- 8 matches internationaux (au 30 juillet 2006)